# 禾楼舞
禾楼舞是流行于中国广东省云浮市郁南县连滩镇的一种传统民间舞蹈。当地人以往为庆祝丰收而跳禾楼舞。禾楼舞中国国家级非物质文化遗产之一。

## 历史
禾楼舞是原始的巫文化与傩文化经过结合变化的产物。根据当地的学者考证，禾楼舞起源于在汉代居住在南江流域的越族乌浒人。他们经过汉代至唐代时的交通要道南江，越过并不高的山界将禾楼舞传到高州、化州、台山、阳江等地。而目前的郁南禾楼舞是唐代由瑶族人从湖南传入，而兴起于明代，已有几百年以上的历史。

## 神话传说
古代的某个时候，南江地区连年旱灾。神农氏得知便叫他的曾孙女禾花仙女到南江查看。禾花仙女看到灾情十分心痛，在晚上将自己的乳汁挤出来灌溉土地。当地的灾情结束，老百姓为感谢禾花仙女就在每个丰收年的一个晚上跳“禾楼舞”，并将禾花仙女供奉在连滩五显庙祭祀。

## 活动形式
禾楼舞一般在晚上举行。跳舞者面上戴上面罩，头戴蓑帽，脚穿麻鞋，身上穿着黑衣，手持火把围绕火堆边唱歌边跳舞。在古老的民间音乐的背景下，身披红袍的“族长”左执牛头锡杖，右执铜铃登场。跳舞者通过火门，拜过“族长”，然后双手举起稻穗过头顶，庆祝五谷丰登，祈求上天再次赐福。在牛角音乐声中众人围着火堆继续跳舞。
禾楼舞中结合了割稻、打稻、挑担等劳动场面。

## 再度流行
1950年代初期，禾楼舞依然在连滩镇流行，但已不是为祭祀、祈年，而是为吉庆喜事而跳。“土改”时在召开群众大会宣传共产党的路线方针政策之前，政府都会组织人员跳禾楼舞。
在经过多年的沉寂后，历史学家们在郁南地区发掘出本已被认为失传的禾楼舞。曾跳过禾楼舞的退休干部曾植祥提供了以往的禾楼舞资料，协助这个舞蹈复活。一名叫傅志坤的医生走访各个村子，将记忆拼接起来重新恢复禾楼舞的细节。
2010年“禾楼舞”入选上海世博会，当地也开始重新兴起此舞蹈。当年度培训人数达5000人次以上。